# 蒙古治世

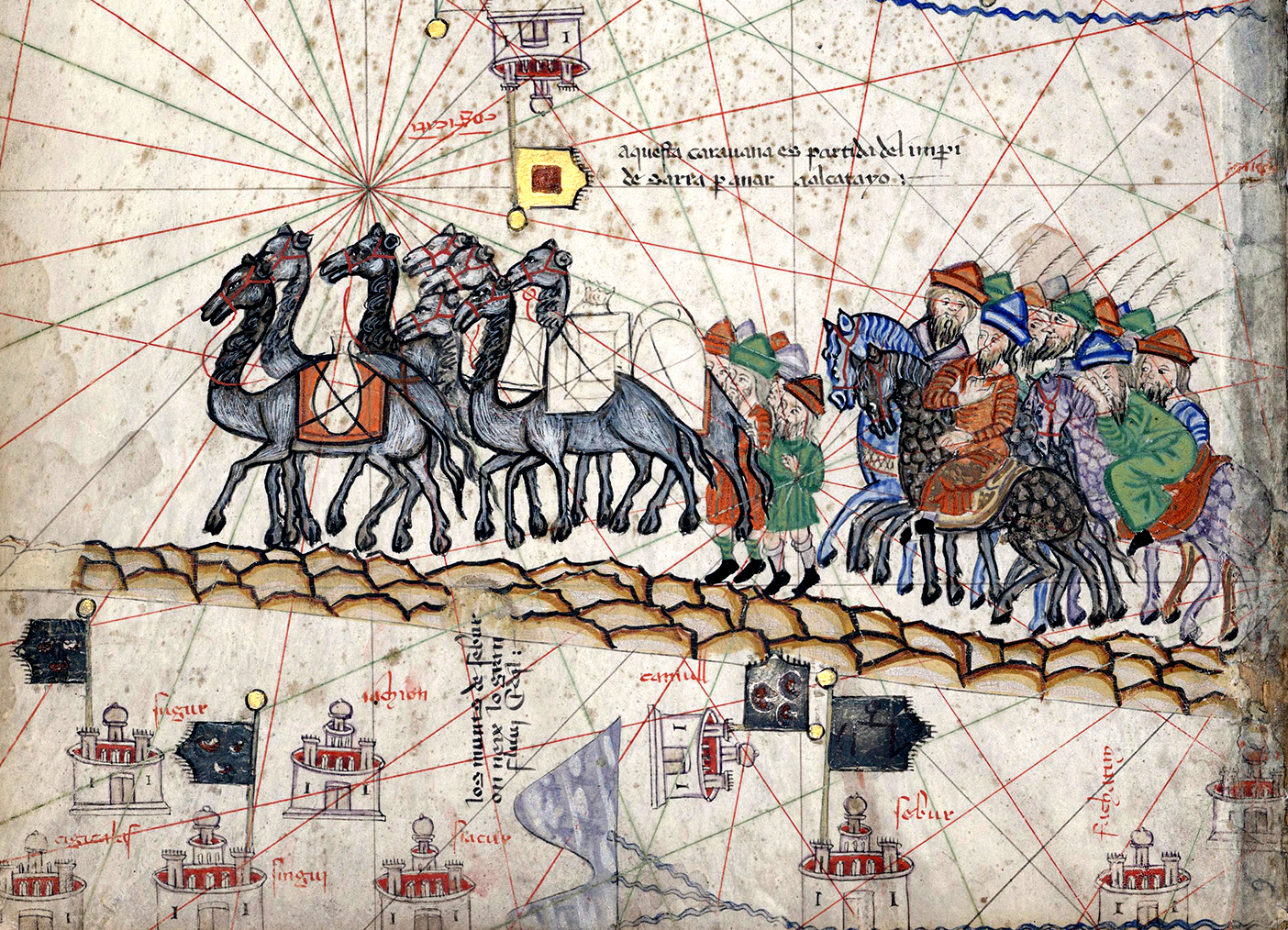
《加泰罗尼亚地图集》特写，描述马可·波罗在“蒙古治世”时期前往东方

蒙古治世（拉丁語：Pax Mongolica），较少情况下被称为“鞑靼治世”（Pax Tatarica），也稱為蒙元治世，是一个历史学术语，描述了13世纪和14世纪蒙古帝国对广阔的欧亚大陆居民的社会、文化和经济生活的稳定影响。该术语用于描述蒙古人建立的横跨欧亚大陆的流通与商业贸易，以及蒙古西征后的相对和平时期。
成吉思汗及其继任者的征服将东方世界与西方世界联系起来，连接亚洲和欧洲贸易中心的丝绸之路完全由蒙古帝国统治。人们對此常會说：「一个头上戴着一塊金子的少女可以安全地在帝國範圍內隨意游荡」。尽管蒙古帝国在政治上长年分裂为元朝和四个汗国（金帐汗国、察合台汗國、窩闊台汗國、伊兒汗國），但在近一个世纪的征服和内战后，到了14世纪初已相对稳定。汗国的解体和黑死病的爆發標誌著“蒙古治世”的结束，而黑死病在14世纪中叶時沿着這些贸易路线蔓延到旧大陆範圍內的大部分地区。
而在這一時期，包括八思巴字母的蒙古元素，在西方艺术中大量出现（见西方中世紀藝術中的蒙古元素）。
《牛津亚洲历史研究百科全书》（Oxford Research Encyclopedia of Asian History）称，“蒙古治世”使得人们可能将其定义为“第一次全球化”。

## 贸易网络

元代纸币及其印刷木板，1287年

### 贸易量增长
在蒙古人统治下，新技术和商品在欧亚大陆进行了交流。美国历史学家托玛斯·爱尔森(Thomas T. Allsen) 指出，蒙古时期发生了许多人员交流。欧亚大陆的大一部分地区被统一在一个政治权威之下，因此，沿着丝绸之路的旅行变得更安全，导致东西方之间的贸易量整体增长。
从成吉思汗到蒙哥汗时期，蒙古人通过对疆域的拓展、通商、设驿、驻军遣官等措施复兴、拓展和维护了陆上丝绸之路，促进了东西方的贸易往来。蒙古人鼓励贸易活动，美国蒙元史专家杰克·威泽弗德（Jack Weatherford）在其著作《成吉思汗与今日世界之形成》（Genghis Khan and the Making of the Modern World）中指出，蒙古军方确保补给线和贸易路线平稳流动，在沿贸易路线建立了永久驻军，以保护这些路线上的旅客；蒙古统治前盛行的复杂的地方税收和敲诈勒索制度被废除，以确保商人和贸易在帝国内的顺利流动；度量衡也实现了统一；为了减少贸易路线上的艰难，蒙古人在夏季甚至在道路上种树，为商人和旅行者提供树荫，石柱被用来标记树木无法生长的道路。
《成吉思汗法典》的颁布，促进了与贸易和商业有关的领域的规范化，如该法典规定“以信托资金经商累计三次亏本的，处死刑”。

### 新技术
长途贸易为欧洲带来了从远东到欧洲做生意的新方法，在“蒙古治世”期间，东方向欧洲引入了纸币、存款银行和保险等概念。意大利城邦国家热那亚共和国在这一过程中受益匪浅。纸币使长途旅行变得容易得多，因为旅行者不会受到金属硬币重量的负担。
英国政治学家、谢菲尔德大学教授约翰·霍布森（John M. Hobson）称，在“蒙古治世”时期，阿拉伯世界的数学、天文学和科学方法传到了非洲、东亚和欧洲。美国学者威廉·伯恩斯坦（William J. Bernstein）指出，由于造纸术和印刷术从中国传入，欧洲人建立起了银行系统。
外科手术技术在这一时期得到传播。

### 宗教传播
天主教通过陆上丝绸之路传播，比如，若望·孟高维诺（Giovanni da Montecorvino）在今天的北京建立了教区。

## 评价
相比于蒙古国和俄罗斯的历史学家，来自中华人民共和国的历史学家对这一时期的评价更积极。

### 引用
1. ↑  Prawdin, Michael. . New Brunswick: Transaction. 2006: 347.
2. 1 2  . Silk Road.   [2022-06-21]. （原始内容存档于2022-03-17） （美国英语）.
3. ↑  May, Timothy.  [中文版《世界历史上的蒙古征服》民主与建设出版社，2017]. Reaktion Books. 2012. ISBN 9781861898678.
4. ↑  Charlton M. Lewis and W. Scott Morton. China: Its History and Culture (Fourth Edition). New York: McGraw-Hill, 2004. Print. p.121
5. ↑  Laurence Bergreen. Marco Polo: From Venice to Xanadu. New York: Vintage, 2007. Print. p.27–28
6. ↑  Kalra, Prajakti. . Oxford Research Encyclopedia of Asian History. 2020.
7. ↑  Allsen, Thomas. . Cambridge University Press. 2004: 6.
8. ↑  Joseph Needham, Ling Wang. . Cambridge University Press. 1954.
9. ↑  孙秀君. . 西部蒙古论坛. 2016, (1)  [2022-06-21]. （原始内容存档于2022-06-21）.
10. ↑  杰克·威泽弗德(Jack Weatherford). . 由温海清、姚建根翻译. 重庆出版社. 2009. ISBN 9787229012625.
11. ↑  Findlay & O'Rourke, 2007, p. 109
12. ↑  Weatherford, Jack. . New York: Three Rivers Press. 2004: 136.
13. ↑  John M. Hobson. The Eastern Origins of Western Civilization. Cambridge University Press, 2004. p.181.
14. ↑  Bernstein, William J.  [中文版《伟大的贸易：贸易如何塑造世界》中信出版集团，2020]. New York: Grove Press. 2008: 78–128.
15. ↑  Köstenbauer, Jakob. . ANZ Journal of Surgery. 2017, 87 (3): 116-120.
16. ↑  Robert Findlay, Kevin H. O'Rourke. . Princeton University Press. 2007: 108.
17. ↑  Farquhar, David M. . The China Quarterly. 1967: 79-92.

### 相关阅读
- Weatherford, Jack. Genghis Khan and the Making of the Modern World (New York: Crown; 2004) ISBN 0-609-61062-7. [中文版：《成吉思汗与今日世界之形成》温海清、姚建根 译 （重庆出版社；2009）]
- May, Timothy. The Mongol Conquests in World History. Reaktion Books. 2012. ISBN 9781861898678. [中文版：《世界历史上的蒙古征服》马晓林、求芝蓉 译（民主与建设出版社：2017）].
- Thomas T. Allsen. Culture and Conquest in Mongol Eurasia (Cambridge Studies in Islamic Civilization Cambridge University Press; March 25, 2004) ISBN 0-521-60270-X.
- Jackson, Peter. The Mongols and the West: 1221-1410 (Longman; 2005) ISBN 0-582-36896-0.
- 岡田英弘. 世界史の誕生─モンゴルの発展と伝統（筑摩書房；1998）[中文版：《世界史的诞生：蒙古帝国的文明意义》陈心慧 译（北京出版社；2016）]